# Norovirus
Norovirus izaziva akutni gastroenteritis. Može ga dobiti svako, i to više puta u toku života, jer postoji mnogo tipova norovirusa i infekcija jednim tipom kasnije ne štiti od drugih tipova virusa.
Norovirus se može naći u povraćenoj masi i stolici, čak i pre nego što osoba dobije simptome. Virus ostaje u stolici dve nedelje, čak i duže nakon ozdravljenja. Tada su obolele osobe i najzaraznije.
Virus se obično prenosi kada stolica ili povraćene mase dospeju do usta zdravih ljudi. Ovo se obično dešava konzumiranjem virusom kontaminirane hrane ili tečnosti, dodirivanjem kontaminiranih stvari, a zatim stavljanjem ruku u usta ili kontaktom sa inficiranim osobama, na primer nega obolelog ili deljenje obroka ili korišćenje istog pribora za jelo.

## Mikrobiologija
Norovirusi pripadaju familiji Caliciviridae, a u humanoj medicini važna su dva roda: 
- Norovirus (ranije nazvani Norwalk-like virus), kojih su češći uzročnici bolesti.
- Sapovirus (ranije nazvani Saporo-like virus).

Morfološki pripadaju malim okruglim virusima (veličina im je 27-40 nm), imaju izgled čašice sa 32 udubljenja na površini po strukturi virusne kapide na elektronskom mikroskopu. Na osnovu sekvenci nukleinske kiseline virusi su klasifikovani u više genogrupa.
Izuzetno su otporni i ne mogu se inaktivirati standardnim dezinfekcionim postupcima. 

## Inkubacija
Inkubacija je vrlo kratka (oko 24 časa) tako da spada u grupu bolesti sa kratkom inkubacijom, dok sama bolest traje 1-2 dana.

## Simptomi
Simptomi su uglavnom razviju 12 do 48 sati nakon izlaganja virusu, a bolest uglavnom prolazi za jedan do tri dana.
Najčešći simptomi norovirusa su dijareja, povraćanje, mučnina, bolovi u stomaku, groznica, glavobolja i bolovi u telu. Ukoliko su povraćanje i prolivi jače izraženi, to može dovesti do dehidratacije, pogotovo kod male dece i starijih osoba. Simptomi dehidratacije su smanjena količina urina, suva usta, osećaj vrtoglavice pri ustajanju, kod dece plač sa malo ili bez suza, pospanost ili razdražljivost.
Norovirusi se brzo šire u zatvorenim objektima poput škola, obdaništa, staračkih domova, brodova (kruzeri), a najveći broj epidemija norovirusima se dešava između novembra i aprila.

## Prevencija
Najbolja prevencija norovirusa je praktikovati pravilno pranje ruku i održavanje čistoće. Ruke prati pravilno, sapunom i vodom, naročito nakon upotrebe toaleta, menjanja pelena, i uvek pre pripremanja i serviranja hrane i obroka. Nakon pranja ruku mogu se koristiti sredstva za dezinfekciju ruku na bazi alkohola, ali ona ne mogu zameniti pranje ruku.

## Spoljašnje veze
- -{[http://www.pdbe.org/emsearch/noro
- %20AND%20comp_type:virus 3D macromolecular structures of Noroviruses from the EM Data Bank(EMDB}-